# 利特爾里弗鎮區 (阿肯色州利特爾里弗縣)
利特爾里弗鎮區（英語：Little River Township）是位於美國阿肯色州利特爾里弗縣的一個行政鎮區。

## 地方資料
利特爾里弗鎮區的面積為52.14平方千米，當中陸地面積為51.37平方千米，而水域面積為0.77平方千米。根據2010年美國人口普查的數據，當地共有人口400人，而人口密度為每平方千米7.67人。